# Lobocleta olmia
Lobocleta olmia är en fjärilsart som beskrevs av Druce 1892. Lobocleta olmia ingår i släktet Lobocleta och familjen mätare. Inga underarter finns listade i Catalogue of Life.